# Christina Pedersen (arbitre)
Pour les articles homonymes, voir Christina Pedersen et Pedersen.
Christina W. Pedersen est une arbitre norvégienne de football née le 9 avril 1981.

## Carrière
Christina W. Pedersen arbitre en première division du championnat de Norvège de football féminin depuis 2005, dirigeant la même année la finale de la coupe nationale. Elle est une arbitre internationale depuis 2007. Elle fait partie des 16 arbitres retenues pour la Coupe du monde de football féminin 2011.